# رومن هروسکا
رومن هروسکا (به انگلیسی: Roman Lee Hruska) سناتور سابق عضو حزب جمهوری‌خواه ایالات متحده آمریکا بود. وی در سال ۱۹۵۴ تا ۱۹۷۶ میلادی سناتور ایالت نبراسکا در سنای ایالات متحده آمریکا بود.